# Yate
Yate – miasto i civil parish w Wielkiej Brytanii, w Anglii, w regionie South West England, w hrabstwie ceremonialnym Gloucestershire, w dystrykcie (unitary authority) South Gloucestershire, położone nad rzeką Frome. W 2011 roku civil parish liczyła 21 603 mieszkańców.
W tym mieście ma swą siedzibę klub piłkarski - Yate Town F.C. Yate jest wspomniane w Domesday Book (1086) jako Giete.

## Miasta partnerskie
- Bad Salzdetfurth